# Szodoma és Gomora
Szodoma  (héberül סְדוֹם, modern átírással Sədom, tibéri átírással Səḏôm, arabul: سدوم Szadūm, görögül Σόδομα) és Gomora (héberül עֲמוֹרָה, modern átírással ʿAmora, tibéri átírással Ġəmôrāh/ʿĂmôrāh, arabul: عمورة ʿAmūrah, görögül Γόμορρα) két város, amelyeket a Bibliában, a Koránban, valamint a hadíszban is említenek. A Mózes első könyvében lejegyzett történet szerint Isten a két várost lakosaik bűnei miatt „kénköves és tüzes eső” által pusztította el. A keresztény és az iszlám vallásban a városok nevei a megátalkodottság és erkölcsi romlottság, míg bukásuk Isten haragjának közmondásszerű szinonimájává vált. Néhány szakértő szerint a két város történetének illetve az abból keletkezett legenda létrejöttének alapja néhány bronzkori város késő bronzkori pusztulása lehetett.

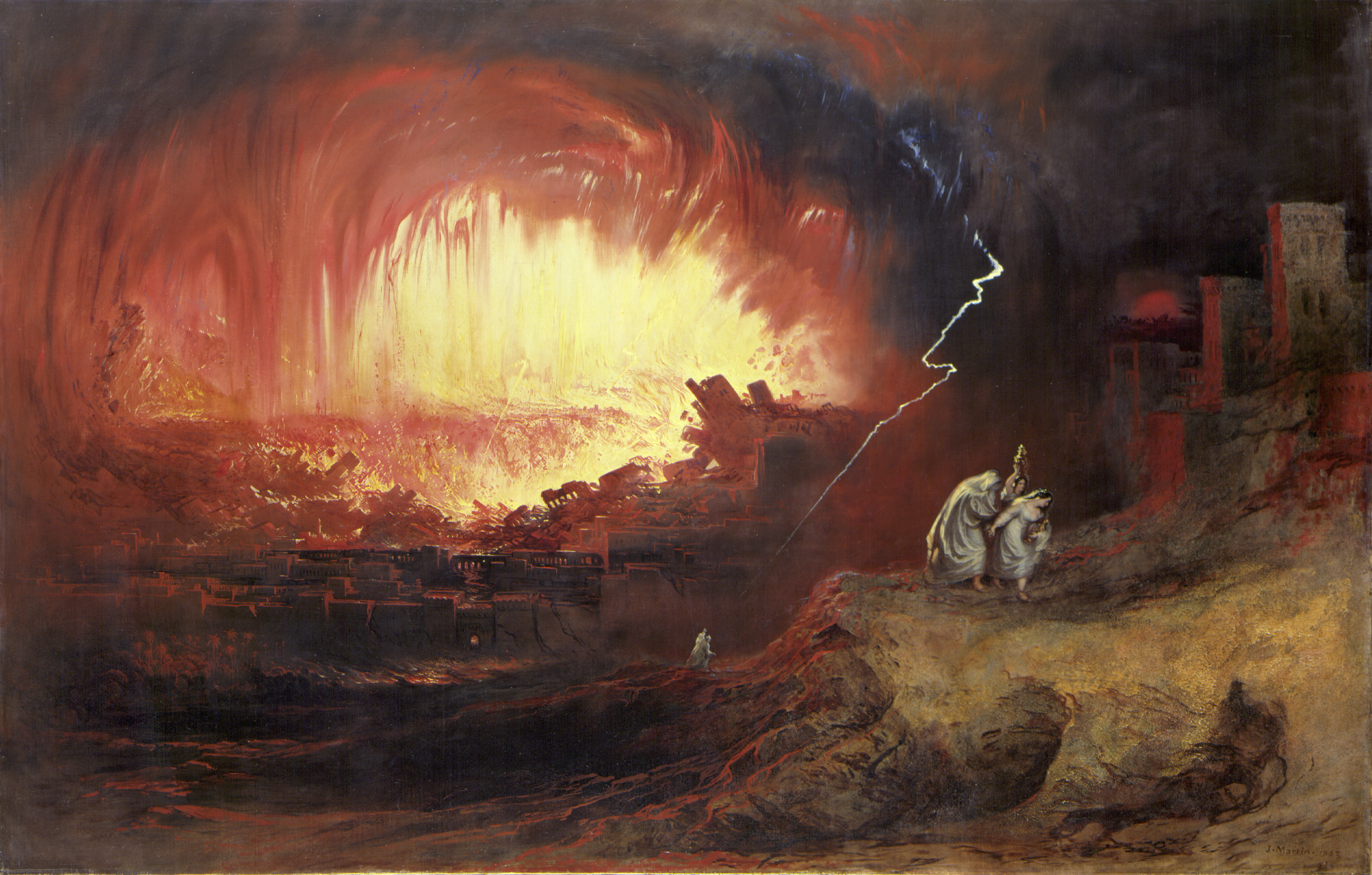
Szodoma és Gomora pusztulása, John Martin, 1852

## A két város feltételezett földrajzi helye
Bár a két város pontos földrajzi helye máig vita tárgya, a Bibliában a Koránban és a Tórában is megtalálható leírások szerint Szodoma egyike volt a később Öt Városként (Pentapoliszként) megnevezett földrajzi egységnek. Az Öt Város Szodoma, Gomora, Admá, Zeboim, és Bela – ami utóbbira Cóár néven is hivatkoztak. A régészek éveken át próbálták beazonosítani, hogy a településromok közül pontosan melyik lehetett Szodoma és Gomora. A két város helyének meghatározása kapcsán két fő elmélet terjedt el; az egyiket déli a másikat északi elméletnek nevezik.
A több forrásban is Pentapoliszként emlegetett városokat „a síkság városainak” is nevezték, mert mind a Jordán síkságán terültek el. Egy (bibliai forrásra hivatkozó) elmélet szerint ezek jelölték ki a kánaániták lakhelyének déli határait, a mai Holt-tenger déli medencéjének vidékén. Ez az úgynevezett déli elmélet. Sokáig elterjedt nézet volt a szakértők körében, hogy Szodoma egykor a ma Babedra, Gomora pedig a ma Numejra-ként nevezett településrom helyén volt megtalálható. A rom feltárásából származó régészeti leletek korát az időszámításunk előtti 3300 körüli időszakban határozták meg. A romok feltárása során a régészek összeomlott vályogtégla építményeket és nagy mennyiségű hamu és faszén maradványokat találtak. A feltárások során viszont azt találták, hogy a másik három (sokáig) településromnak hitt rom valójában nem város, hanem a két városhoz tartozó temető volt így ezt a felfedezést sokan a déli elmélet cáfolataként értelmezik, mert a feltárt terület nem öt városból állt, ahogyan az ősi feljegyzésekben hivatkoznak rá. Ráadásul a radiokarbonos kormeghatározás során az derült ki, hogy a két város (Babedra és Numejra) nem egy időben pusztult el; a két város elpusztulása között 250 év eltérés található.
Az északi elmélet szerint Szodoma és Gomora a Holt-tengertől északkeletre egy kör alakú síkságon helyezkedhettek el, ahol ma a Tell-ulhámán-nak nevezett városromok találhatóak. Egy, a 6. századból származó, a jordániai Madaba bizánci templomában található kő-térképen szerepel Coár megjelölése, a történet szerint ez az egyetlen város az öt város közül ami nem pusztult el. A Coár a történet szerint azért nem pusztult el mert az angyalok azt a helyet jelölték ki Lótnak és családjának azért, hogy oda meneküljenek a katasztrófa elől. A térképen továbbá két olyan város vázlatos ábrázolása is megtalálható, amelynek nem tüntették fel a nevét. Feltételezések szerint a már elpusztult városok, Szodoma és Gomora romjainak helyét jelölték meg így. Mivel a térképen Coár helyét a Holt-tengertől északi irányban helyezték el, ez a szakértők véleménye szerint az északi elméletet támasztja alá.

## Előzmények és a történeti kronológia
Szodoma és Gomora története a bibliai történetek időrendjében az elsők között található. Bibliai előzményei a teremtéstörténet, Ádám és Éva bűnbeesése, Káin és Ábel története, a Bábel tornyának története, az özönvíz és Noé megmenekülése, majd Isten szövetségkötése Ábrahámmal. A bibliai kronológia ezen pontján a zsidó nép még nem kapta meg Istentől a mózesi törvénykönyvet, sem a tízparancsolatot, vagyis sem Lót és családja, sem a szodomaiak nem ismerhették a paráznaságot, vagy a homoszexualitást elítélő, illetve tiltó mózesi törvényeket. Így a biblia történeti kronológiájából adódó logika szerint a szodomaiak „igaz emberségének” vagy bűnösségének megítélése a mózesi erkölcstan helyett sokkal inkább a nomád törzsi (kisközösségi) hagyományok értékrendjével való összehasonlításban értelmezhető.
A Mózes első könyvének 13. fejezetében olvasható történet szerint Lót, Ábrahám unokaöccse Szodomába költözött, ugyanis ott talált a nyájának megfelelő legelőt.

## A bibliai történet

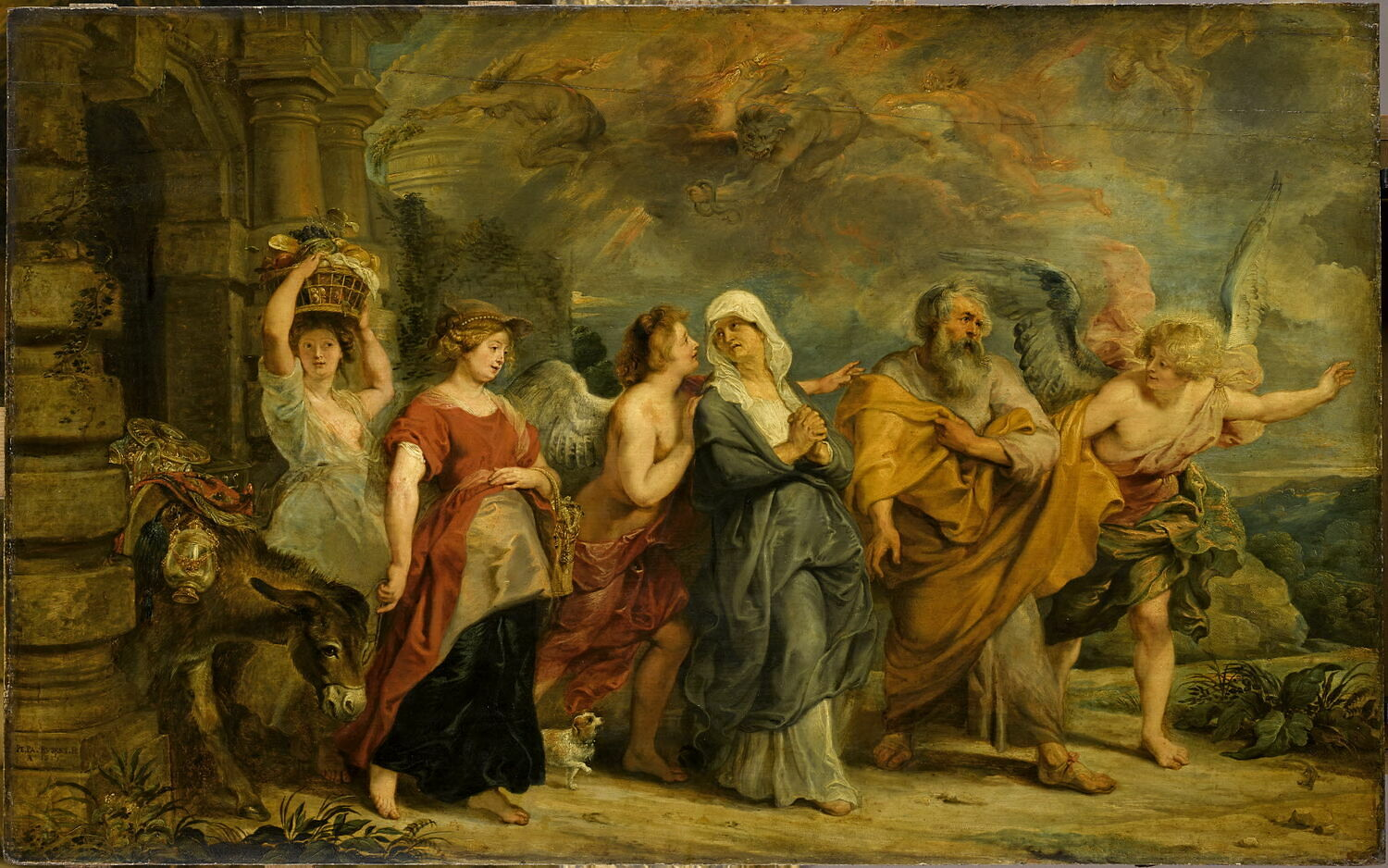
Peter Paul Rubens: Lót a családjával elhagyja Szodomát

A Mózes első könyvének 18. és 19. fejezetében található történet szerint  miután Isten megjelent Ábrahámnak azt követően meglátott három idegen férfit. Ábrahám meglátta az idegeneket és meghívta őket vendégségbe. A történet ezen pontján még nem nevezik őket angyaloknak csak a 19. fejezetben. Miután a férfiak elfogadták a meghívást Ábrahám utasította Sárát, hogy készítsen ételt a vendégeknek. Az ebéd során a férfiak megjövendölik Ábrahámnak azt, hogy egy év múlva gyermekük fog születni. Mikor ezt Sára meghallotta elnevette magát, mert mindketten (ő is és Ábrahám is) idősek voltak. Miután a vendégek megebédeltek útnak indultak. Útjukon Ábrahám elkísérte vendégeit és így került szóba, hogy Szodoma városába tartanak. Majd közölték Ábrahámmal, hogy mivel Szodoma és Gomora „ellen sok a panasz és jajkiáltás”, „és mivel bűnük nagyon súlyos,” Isten meg fogja vizsgálni és büntetni ezeket a városokat. Ábrahám kérésére („Valóban el akarod pusztítani az igazakat is a gonoszokkal?" [18:23]) Isten ígéretet tesz, hogy nem pusztítja el a városokat, ha 50 igaz embert talál ott, amit Ábrahámnak sikerül lealkudnia 10-re.
Isten két angyala Ábrahám unokaöccsénél, Lótnál is megjelent, aki vendégül látta őket otthonában. Ezután a városban élő férfiak, körülvették Lót házát, és kérték Lótot, hogy vigye ki a házból a hozzá vendégként érkező férfiakat, (egyes értelmezések szerint) azzal a céllal, hogy erőszakot kövessenek el rajtuk.
„És szólíták Lótot, mondván néki: Hol vannak a férfiak, akik te hozzád jövének az éjjel? Hozd ki azokat mi hozzánk, hadd ismerjük meg őket.” A Károlyi-féle bibliafordításban a megismerni kifejezés szerepel. Az eredeti héber szó, jelentése egyes értelmezések szerint ’közösülést’ jelent.[forrás?]
Lót azonban nem mutatta be vendégeit Szodoma lakosainak, inkább két férjezetlen lányát ajánlotta fel nekik, „akik még nem ismertek férfit”, hogy kedvük szerint cselekedjenek velük. Azonban a szodomaiak visszautasították az ajánlatot, és megfenyegették Lótot, hogy rosszabb dolgot tesznek majd vele, mint vendégeivel akartak, majd megátkozták Lótot. Lót angyali vendégei megmentették őt, és támadóit megvakították. Utána megparancsolták Lótnak, hogy szedje össze családját, s hagyják el a várost. Ekkor tudatták vele, hogy őket azért küldték, hogy lerombolják Szodomát és Gomorát. Menekülés közben az angyalok rájuk parancsoltak, hogy semmilyen körülmények között ne forduljanak hátra. 

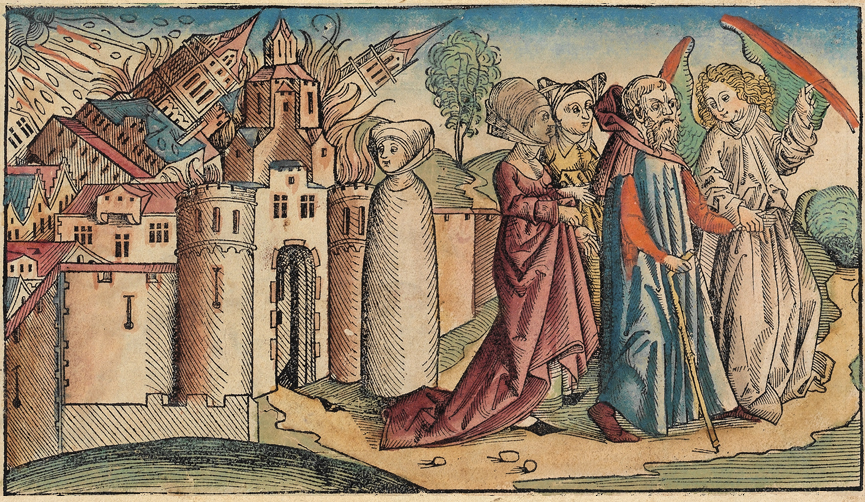
Szodoma és Gomora motívuma Hartmann Schedel 1493-as Nürnbergi Krónikájából. Megjegyzendő, hogy középen Lót felesége már sóbálvánnyá változott

Lót és családja a városok pusztulása előtt elhagyta Szodomát. Menekülés közben Lót felesége az angyalok figyelmeztetése ellenére sóvárogva visszatekintett, és e miatt sóbálvánnyá változott.

## A városok lakóinak bűne
Szodoma és Gomora a homoszexualitást, a szexuálisan szabados életvitelt és az erkölcsi romlottságot maga után vonó ítélet, illetve az emiatt bekövetkező bűnhődés metaforájává vált. Ugyanakkor a Bibliában nem található sem arra vonatkozó állítás, sem olyan egyértelmű utalás, mely szerint e két város lakosainak bűne, amiért büntetésüket kapták, az a homoszexualitás, vagy önmagában csak bizonyos szexuális cselekedet elkövetése lett volna.
Az volt a bűne a húgodnak, Sodomának, hogy bár fenségben, kenyérbőségben és zavartalan békességben volt része neki és lányainak, de a nyomorultat és a szegényt mégsem támogatta.
Amíg Mózes első könyve egyszerűen csak a gonoszságot nevezi meg szodomaiak fő bűneként, Ezékiel könyve szerint a bűnük a gőgösség volt és az, hogy a jólétük ellenére nem segítették a szegényeket és a rászorulókat, Jeremiás könyve a házasságtöréshez és a hazugsághoz hasonlítja Szodomát és Gomorát, Péter második levele pedig az istentelenséget és kicsapongást emeli ki, Ézsaiás könyve a bűnnel való dicsekvést  hangsúlyozza, addig Júdás levele paráznaságként hivatkozik Szodoma és Gomora lakosainak bűnére. A Júdás levél magyar fordításának bizonyos változatai viszont értelmezhetők úgy is mint ami a szabados életvitelre vagy akár a szexuális irányultságra is utalhat; egyes fordításokban a Szodomára és Gomorára vonatkozó szakaszban "idegen test utáni kívánság"-ként a paráznaságra utalva, egyes bibliafordítások (a Szent István Társulat fordítása) pedig "természetellenes kívánságok"-ként fordítanak.
Szodoma és Gomora is, és a szomszédos városok, amelyek hasonlóképpen paráznák voltak, és más test után jártak, szenvedik az örök tűz büntetését, és intő példaként állnak előttünk.
Mivel a történet egyik értelmezése szerint Szodoma és Gomora népe csoportosan és nyilvánosan szexuális erőszakot akart elkövetni, egyes bibliaértelmezés szerint a bűnük lényege nem a szokatlan szexuális tevékenységek gyakorlata, hanem sokkal inkább az erőszak, a bántalmazás, mindennek a nyilvános elkövetése és nyilvános felvállalása volt. E megközelítés igazságtartalmát, mely szerint a bűnük lényege az erőszak volt, alátámasztani látszik az a szakasz, melyben a Biblia arról ír, hogy Szodoma és Gomora miatt sok „panasz és jajkiáltás” történt. Szintén a lakosok erőszakos és másokkal szemben ellenséges magaviseletére utal, hogy a pusztulás előestéjén, amikor Lóthoz érkezik a két angyal, hogy figyelmeztesse őt a várható katasztrófáról, akkor az embereknek feltűnik a két idegen érkezése. Ekkor Lót házához mentek a "város lakói, Szodoma férfiai körülvették a házat, gyerektől az aggastyánig az egész nép"  és az idegenek kiadatását követelik, ám Lót a keleti íratlan törvényekre hivatkozva kész akár életét is áldozni értük, mert Keleten a vendég személye szent és sérthetetlen. Tény, hogy a tömeg nem fogadta el a felajánlott lányokat, helyettük a férfiak kiadatását követelve Lóttól (Mózes I. könyve 19:5-9), és igaz, hogy a bibliai szöveg nem részletezi mi volt a célja a kiadatás követelésének. Egyes értelmezések szerint mivel nincs részletezve, hogy mit akartak a férfiakkal tenni, illetve ha erőszakot akartak velük szemben elkövetni, akkor az milyen jellegű erőszak lett volna, így az is lehet, hogy a vagyontárgyaikat akarták erőszakkal elvenni tőlük és Lót az ilyen jellegű erőszak elkövetését akarta megelőzni a felajánlásával. Néhány vallástörténész értelmezése is arra utal, hogy a történet nem a szexualitásról, hanem a városlakók egymással szemben, és különösen az idegenek felé megnyilvánuló bánásmódról szól. Véleményük szerint a történetben szembekerült egymással az ókori nomád törzsi kultúrában igen fontos, idegenekkel szemben "kötelezően" vendégszerető bánásmód kultúrája a barátságtalan (erőszakos, vagy az ismeretlen kultúrából származó embertársakat ellenségesen, illetve idegenként kezelő viselkedéssel jellemezhető) városiasodott kultúra jellegzetességeivel. Állításuk szerint e történet azon értelmezése, amelyben azt főként csak a szexuális bűnökkel hozzák összefüggésbe (a történet keletkezéséhez viszonyítva sokkal később) csak a Kr. u. első század környékén jelent meg.
A biblián kívüli azon források közül, amelyek a két város szokásairól, illetve (a zsidó-keresztény értékrend szempontjából értékelt) bűneiről írnak egyik az apokrif Jásár könyve, amelyben bizonyos leírások az ünnepekkel egybekapcsolt házasságtörés szokásáról adnak leírást:
„A földjükön egy széles völgy feküdt (…) Szodoma és Gomora lakói évente négyszer kivonultak gyermekeikkel és feleségeikkel, hogy ott örvendezzenek dobszóval és táncokkal. És amint örvendeztek, felkeltek és megragadták szomszédjaik feleségeit, mások pedig szomszédjaik szűz leányait és élvezték őket. Minden férfi látta, amint felesége és leányai ott vannak mások kezében, és senki nem szólt egy szót sem.”

## További bibliai említések
Szodoma és Gomora városát a Biblia (a fentieken túl) több helyen említi. Bár Szodomát összesen 28 alkalommal, Gomorát 12 alkalommal említik meg a Bibliában, ezek jelentős része nem rendelkezik jelentőségteljes információtartalommal Szodoma és Gomora város lakóira vonatkozólag, vagy a történettel kapcsolatosan. Ezek vagy a történet elbeszélés részét képezik, vagy hasonlatként, intő példaként hivatkoznak rá, máshol a városokat iránymeghatározással kapcsolatosan vagy egyéb információkra vonatkozólag említik: 
- Ezékiel könyvében Isten az akkori Jeruzsálemet Szodomához hasonlítja.[24]
- Az Evangéliumok szerint Jézus néhány város lakóinak, Szodoma és Gomora sorsánál is rosszabb sorsot ígért a tanítványaihoz beszélve az alapján, hogy előre feltételezte, hogy nem fogadják majd be tanítványait, és/vagy nem fogják meghallgatni őket,[25] vagy azért mert, miután látták az akkor történt csodákat (Chorazin és Bétszaida városok lakói) mégsem tértek meg.[26][27]
- A Lukács evangéliumában Jézus azt igéri a tanítványainak (a farizeusok kérdése kapcsán), hogy az Isten országának eljövetele is olyan váratlanul fog bekövetkezni mint ahogy az özönvíz esetében volt és hasonló lesz illetve „épp úgy lesz” mint ahogy az a Szodoma és Gomora esetében bekövetkezett katasztrófa során történt.[28]
- Péter második levele szintén hivatkozik Szodomára és Gomorára: intő példaként említi azok számára „akik istentelenül élnek”.[29]

## Tudományos elméletek és magyarázatok
A Szodoma és Gomora városok pusztulásáról szóló történet kialakulására tudományos magyarázatokat kereső szakértők abból a feltételezésből indulnak ki, hogy még ha a városok pontos helye vitatott is, a történet alapja egy rendkívüli katasztrofális esemény bekövetkezése lehetett, amely egykor létező városok esetében következett be, majd a történetet a túlélő szemtanúk (a környező városok lakói) adták tovább kezdetben szájhagyomány útján. A feltételezett (lehetséges) katasztrófák között szerepel a vulkánkitörés, a földrengés, a futótűz, a meteoritbecsapódás, illetve egy a levegőben felrobbant meteor okozta pusztulás is.
Az eddig Szodoma és Gomora legvalószínűbb helyszínének tartott Tell ulhámán romjai közt a régészek megégett falak és égett padló romjai mellett vastag hamuréteget, összetört cserépedényeket és megégett emberi maradványokat találtak, ami arra utalt, hogy a várost egykor egy nagy erejű katasztrófa pusztította el. A hamuréteg vastagsága 50 centiméter és két méter közötti tartományban található. A város pusztulásának becsült időpontját a bronzkor közepére teszik. A település tárgyait (köztük egy 180 kg súlyú nyerges kézimalmot is) egy nagy erejű erőhatás észak keleti irányba „taszított” el. A területen számos nagysúlyú objektum dőlt ugyanabba az irányba. A városban található leletek tanúsága szerint a kisebb használati tárgyak és különféle egyéb eszközök a földet érésük előtt (becslések szerint) 6-8 métert „repültek”. Az emberi testek maradványaiból fennmaradt csontok állapota arra utal, hogy a városlakók halálát is egy lökéshullám szerű erőhatás okozta; ugyanis számos csontmaradványt találtak a vastag falak mentén összetörve. Számos esetben úgy tűnt mintha az áldozatokat egy hatalmas erejű erőhatás, egy robbanás hatása érte volna. Például az éppen a városfalnál tartózkodókat mintha falhoz vágta volna. A kutatók apró darabokra tört koponya és medencecsont maradványokat is találtak.

A Holt-tenger északkeleti partvidékén található dombokon a geológusok korábban lávafolyamok nyomaira bukkantak. Általánosan a Holt-tenger környéke vulkanikus eredetű alapkőzetben gazdagnak mondható. Tény, hogy Jordánia egyhatod részét megszilárdult láva (bazalt) borítja. Viszont a város pusztulását okozó vulkánkitörés-elméletének kritikusai ellenérvként hozzák fel a tényt, hogy Tell-ulhámán közelében nincsen vulkán így a katasztrófát vulkánkitörés nem okozhatta.

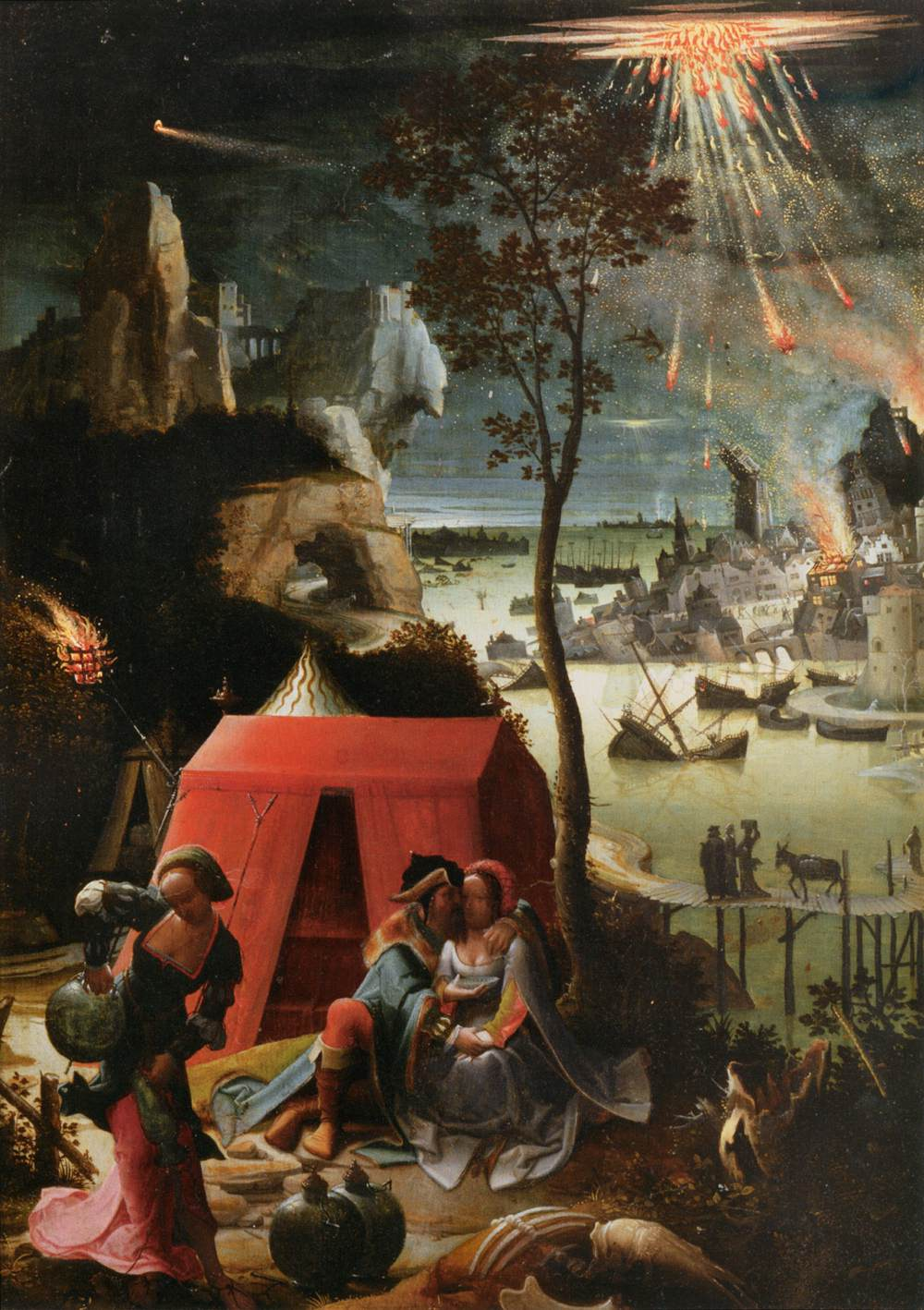
Szodoma és Gomora pusztulása Lucas van Leyden Lót és testvére című festményén (1520)

Egy másik népszerű elmélet szerint a katasztrófát egy nagy erejű földrengés és a földrengés okozta tűz kombinációja okozhatta. Néhány geológus véleménye szerint azonban ez az elmélet azért nem állja meg a helyét, mert Tell-ulhámán környékén észak-déli irányban találkoznak a kőzetlemezek, viszont a katasztrófa régészeti leleteinek tanúsága szerint Tell-ulhámán városában a katasztrófa következtében minden tárgy kizárólag északkelet-felé lökődött el.
2011-ben Collins és munkatársai Tell-ulhámán romjai közt egy olyan leletet találtak, ami egy meteorit (a város feletti légkörben történő) felrobbanásának bekövetkezésére utal. Az egyik cserépdarabon ugyanis - ami a közép-bronzkori rétegből került elő - rendkívül magas hőmérsékleten keletkezett olvadás jeleire figyeltek fel. (A mázas cserepeket - amire a lelet hasonlított - Tell-ulhámán városának virágzása idejében még nem találták fel, csak sokkal később.) Collins elemzés céljából elküldte a leletet egy Új-mexikói tudományos kutatólaboratóriumba. A tesztek elvégzése a trinitit és cirkon jelenlétét igazolta a vizsgált mintában. A trinitit (ami többnyire csak atomrobbanáskor keletkezik) jelenléte és a cirkon mikroszkopikus képe magas hőmérsékletnek történő kitettségre utalt. Mivel a cirkon megolvasztásához legalább 4000 Celsius fok szükséges, ez arra enged következtetni, hogy a katasztrófa során keletkezett hőmérséklet jóval magasabb volt egy várostűz vagy egy vulkánkitörés során keletkező hőmérsékletnél. Később a városrom különböző területeiről számos hasonló cserépdarab és egyéb olyan lelet került elő, amelyek mind rendkívül magas hőmérsékletnek való kitettségről tanúskodnak. A kutatók elmélete szerint ezek a leletek arra utalnak, hogy a város pusztulását egy lángoló meteorit, a Föld légkörében történő felrobbanása okozta. Ez az esemény hasonló lehetett, mint ami feltételezések szerint a tunguszkai esemény során történt. Ehhez hasonló jelenséget már megfigyeltek, sőt filmre is vettek 2013-ban a cserjabinszki meteor-robbanás során azzal a különbséggel, hogy a cserjabinszki meteorit kis mérete miatt nem okozott jelentős mértékű pusztítást.

## Megjegyzés
1. ↑  E terület a szakértők véleménye szerint a bibliában Kikárként említett területtel azonos.

## Fordítás
- Ez a szócikk részben vagy egészben a Sodom and Gomorrah című angol Wikipédia-szócikk fordításán alapul.  Az eredeti cikk szerkesztőit annak laptörténete sorolja fel. Ez a jelzés csupán a megfogalmazás eredetét és a szerzői jogokat jelzi, nem szolgál a cikkben szereplő információk forrásmegjelöléseként.